# William Arribart
Pour les articles homonymes, voir Arribart.
 (octobre 2024).
La mise en forme du texte ne suit pas les recommandations de Wikipédia : il faut le « wikifier ».
Les points d'amélioration suivants sont les cas les plus fréquents. Le détail des points à revoir est peut-être précisé sur la page de discussion.
- Les titres sont pré-formatés par le logiciel. Ils ne sont ni en capitales, ni en gras.
- Le texte ne doit pas être écrit en capitales (les noms de famille non plus), ni en gras, ni en italique, ni en « petit »…
- Le gras n'est utilisé que pour surligner le titre de l'article dans l'introduction, une seule fois.
- L'italique est rarement utilisé : mots en langue étrangère, titres d'œuvres, noms de bateaux, etc.
- Les citations ne sont pas en italique mais en corps de texte normal. Elles sont entourées par des guillemets français : « et ».
- Les listes à puces sont à éviter, des paragraphes rédigés étant largement préférés. Les tableaux sont à réserver à la présentation de données structurées (résultats, etc.).
- Les appels de note de bas de page (petits chiffres en exposant, introduits par l'outil «  Source ») sont à placer entre la fin de phrase et le point final[comme ça].
- Les liens internes (vers d'autres articles de Wikipédia) sont à choisir avec parcimonie. Créez des liens vers des articles approfondissant le sujet. Les termes génériques sans rapport avec le sujet sont à éviter, ainsi que les répétitions de liens vers un même terme.
- Les liens externes sont à placer uniquement dans une section « Liens externes », à la fin de l'article. Ces liens sont à choisir avec parcimonie suivant les règles définies. Si un lien sert de source à l'article, son insertion dans le texte est à faire par les notes de bas de page.
- La présentation des références doit suivre les conventions bibliographiques. Il est recommandé d'utiliser les modèles {{Ouvrage}}, {{Chapitre}}, {{Article}}, {{Lien web}} et/ou {{Bibliographie}}. Le mode d'édition visuel peut mettre en forme automatiquement les références.
- Insérer une infobox (cadre d'informations à droite) n'est pas obligatoire pour parachever la mise en page.

Pour une aide détaillée, merci de consulter Aide:Wikification.
Si vous pensez que ces points ont été résolus, vous pouvez retirer ce bandeau et améliorer la mise en forme d'un autre article.
 (octobre 2024).
L'article doit être relu — et modifié si nécessaire — par des contributeurs indépendants pour apporter un regard critique aux contributions effectuées en violation des conditions d'utilisation de Wikipédia, tant sur la forme (notamment concernant le style encyclopédique, la proportionnalité) que sur le fond (la neutralité de point de vue, la qualité et l'indépendance des sources).
 (octobre 2024).
William Arribart (de son vrai nom Guillaume Arribart), né le 8 octobre 1997 à Lyon, est un prestidigitateur et producteur de spectacles français. Il développe des spectacles pluridisciplinaires, mêlant la magie à d'autres formes artistiques, comme le chant, le théâtre, et la danse, formant ainsi des comédies musicales.
Il a remporté plusieurs distinctions, dont les prix de Meilleur Artiste et Meilleur Magicien au Festival international talents de scène,, ainsi que le trophée du Meilleur Spectacle de Magie en France pour son spectacle Le Sortilège des Neiges,.
En parallèle de ses tournées, il collabore depuis 2024 avec l'Opéra Ruse en Bulgarie en tant que créateur et metteur en scène des effets magiques sur leurs spectacles.

## Carrière
William Arribart débute la magie à l'âge de 6 ans, intégrant une école de magie lyonnaise, avec pour rêve de « voler dans les airs », et y étudie pendant cinq années,,. Sous le pseudonyme de « Magic Arribart », il fait ses premières scènes lors de goûters d'anniversaires et fêtes de famille. À 13 ans, il décide de produire son premier spectacle et loue en cachant son âge la Maison des jeunes et de la culture de Lyon Monplaisir, où il remplit les 150 places,.
Il produit l'année suivante La Malédiction de l'Ange de Noël (2012), puis suivent Mystères d'Orient (2014), Le Coeur Maudit (2015) et Share the Magic (2015). En novembre 2015, il se produit en plein air face à l'Opéra de Lyon, faisant léviter une jeune femme à l'horizontal à un mètre de haut.
En 2016, il s'envole pour le Royaume-Uni. Il étudie le théâtre, le management et le marketing à l’Université de Westminster. Il profite de son séjour pour monter son Magic Show (2016), et le jouer à Londres et Cambridge. C'est pour cette tournée qu'il prend comme nom de scène William Arribart,. C'est en Angleterre qu'il découvre les comédies musicales du West End qui influencent ses créations suivantes.
Revenu en France, il ouvre une école de magie au Théâtre du Gai Savoir à Lyon,, donnant un cours hebdomadaire à une quinzaine d'élèves.
En 2017, il monte le spectacle Venez voir l'impossible (2017), mêlant grande illusion, mentalisme et hypnose, qui sera notamment joué à la Salle Rameau. Il déclare à cette occasion que la magie nécessite une écriture: « On peut maîtriser la technique d'un tour, mais pour faire de la magie, il faut une véritable mise en scène. » Ainsi, il travaille avec une équipe d'une trentaine de personnes pour Venez voir l'impossible. Il monte également son premier conte musical, Le Magicien Ensorcelé (2017) et joue à la Bourse du Travail de Lyon, accompagné des youtubeurs Swan et Néo.
En 2019, il monte son premier spectacle musical magique, Le Sortilège des Neiges, qui sera joué dans plusieurs salles françaises, comme l'Amphithéâtre 3000 du Centre de congrès de Lyon ou encore le Zénith de Saint-Étienne. En 2023, ce spectacle est élu « Spectacle Magique de l'Année » par la Fédération française des artistes prestidigitateurs en magie théâtralisée.
En 2022, il crée sa première comédie musicale magique, L'Île des Rêves,, qui comporte six comédiens-danseurs. Ce spectacle est joué notamment au Théâtre du 13e Art à Paris,.
En 2024, il collabore avec l’Opéra Ruse en Bulgarie en tant que créateur et metteur en scène des effets magiques du ballet Casse-Noisette. Cette production intègre des éléments d’illusion dans la mise en scène du ballet de Tchaïkovski, apportant une nouvelle approche visuelle à l’œuvre.

## Distinctions
William Arribart a été récompensé de plusieurs prix, dont ceux de "Meilleur Artiste" et "Meilleur Magicien" au Festival International Talents de Scène. En 2023, son spectacle Le Sortilège des Neiges est élu "Meilleur Spectacle de Magie en France" par la Fédération Française des Artistes Prestidigitateurs.

## Philanthropie
William Arribart est parrain de l'Association l'Orchidée, reconnue d'utilité publique, qui soutient et réalise les projets d'enfants gravement malades. Il a donné plusieurs spectacles afin de lever des fonds pour cette association,, et va à la rencontre des enfants malades, notamment à l'IHOP Léon Bérard,.